# Oxythemis
Genre
Oxythemis est un genre d'insectes de la famille des Libellulidae appartenant au sous-ordre des anisoptères dans l'ordre des odonates. Il ne comprend qu'une seule espèce : Oxythemis phoenicosceles. 

## Répartition
On retrouve cette espèce au Bénin, au Cameroun, en République du Congo, en République démocratique du Congo, en Côte d'Ivoire, au Gabon, en Gambie, au Ghana, au Liberia, au Nigeria et en Ouganda.

## Habitat
Oxythemis phenicosceles est une espèce subtropicale ou tropicale humide de plaine. On la retrouve en zone humide arbustive et dans les marais d'eau douce. 